# 1488 Aura
Az 1488 Aura (ideiglenes jelöléssel 1938 XE) a Naprendszer kisbolygóövében található aszteroida. Yrjö Väisälä fedezte fel 1938. december 15-én, Turkuban.